# ادبیات عبری
ادبیات عبری متشکل از نوشته‌های باستانی، میانه و مدرن زبان عبری است. ادبیات عبری یکی از اشکال اولیه ادبیات یهودی است؛ گرچه، موردهایی بوده‌اند که آثار ادبی در عبری توسط غیریهودیان نوشته شده‌اند.
ادبیات در عبری با ادبیات شفاهی لشون هاکودش (לֶשׁוֹן הֲקוֹדֶשׁ) به معنای «زبان مقدس» از ازمنه باستانی و با آموزه‌های ابراهیم، نخستین فرد از پدرسالاران اسرائیل، در حدود سال ۲۰۰۰ پیش از میلاد آغاز می‌شود.

### کتابشناسی
- Shea, William H. (2000). "Chronology of the Old Testament".  In Freedman, David Noel; Myers, Allen C. (eds.). Eerdmans Dictionary of the Bible. Eerdmans. ISBN 9789053565032.